# Flora Montgomery
Pour les articles homonymes, voir Montgomery.
Flora Montgomery, née le 4 janvier 1974 à Greyabbey (en) en Irlande du Nord, est une actrice britannique.

## Filmographie
- 1995 The Governor : Susan Fisher
- 1997 Bugs : Joanne
- 1997 The Perfect Blue : l'étudiante en cinéma #2
- 1997 The Tale of Sweeney Todd (L'échoppe des horreurs) : la jeune femme du Waxworks
- 1998 A Certain Justice : Octavia Aldridge
- 1998 Heat of the Sun : Dorothy Michaeljohn
- 1998 Mosley : Baba
- 1998 Wuthering Heights (en) : Isabella
- 1998-2000 The Bill : Emma Roberts/Carol Chambers
- 2000 Brendan et Trudy (When Brendan Met Trudy) : Trudy
- 2000 Hercule Poirot (Agatha Christie's Poirot) (série télévisée) : Flora Ackroyd
- 2000 Metropolis : Sophie Hamilton
- 2000 Urban Gothic : Jane
- 2001 An Unsuitable Job for a Woman : Laura Fergusson
- 2001 La Découverte du ciel (The Discovery of Heaven) : Ada
- 2001 Monarch of the Glen (en) : Tanya Conway
- 2002 The Last : Kitty Rose
- 2003 Benedict Arnold: A Question of Honor : Peggy Shippen
- 2003 Friday Night In : Cheryl
- 2003 Goldfish Memory : Angie
- 2003 Ultimate Force : Suzi Brown
- 2004 Hans Christian Andersen: My Life as a Fairy Tale (Le monde merveilleux de Hans Christian) : Jenny
- 2004 Les Enquêtes de Murdoch (série télévisée) : Ettie Weston (3 épisodes)
- 2004 Pulling Moves : Carol
- 2005 Man to Man (Le secret de la jungle) : Abigail McBride
- 2005 La Loi de Murphy : Laura
- 2006 After... : Addy
- 2006 Basic Instinct 2 : Michelle Broadwin
- 2006 Rabbit Fever : Georgia
- 2007 Anner House (série télévisée) : Ruth Maguire
- 2007 Inspecteur Barnaby (Midsomer Murders) (série télévisée) : Sophie Baxter
- 2007 Speed Dating : Jennifer
- 2007 Bazaar (série documentaire) : présentatrice (2 épisodes)
- 2008 The Daisy Chain : Orla Gannon
- 2009 Father and Son (série télévisée) : Anna / Anna Crowman (4 épisodes)
- 2009 The Search : Laura
- 2011 The Waiting Room : Anna / Infirmière
- 2012 Les Enquêtes de Morse (Endeavour) (série télévisée) (épisode : Un avenir prometteur) : Rosalind Stromming
- 2014 Grantchester (série télévisée) (Le cœur à ses raisons) : Marion Taylor
- 2014 Quirke (mini-série) : Isabel Galloway